# Fangschnur

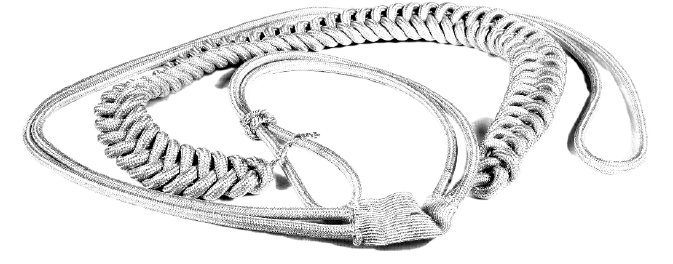
Fangschnur für Soldaten des Heeres und der Luftwaffe außer Generale

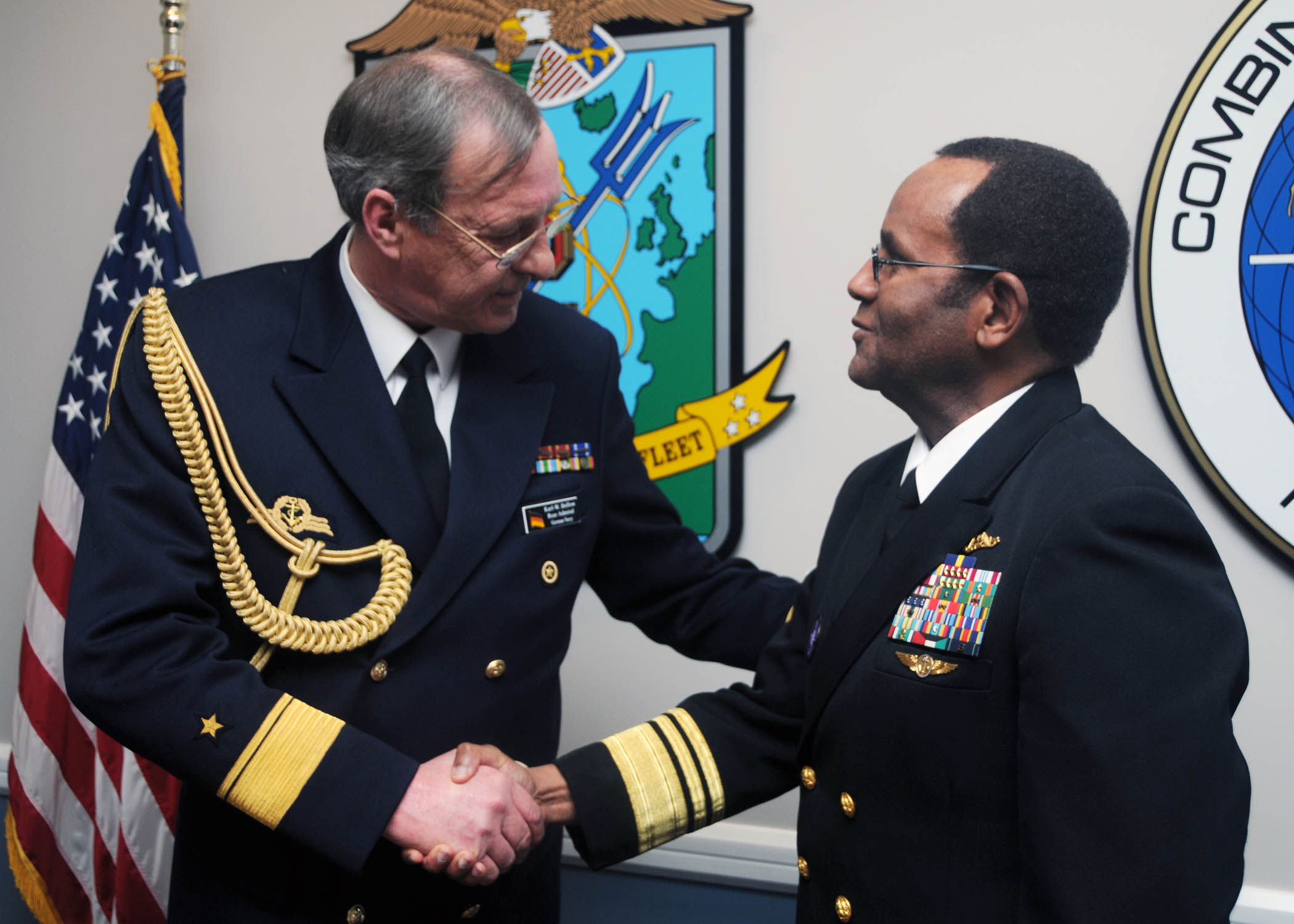
Deutscher Militärattaché mit Fangschnur (links), 2010

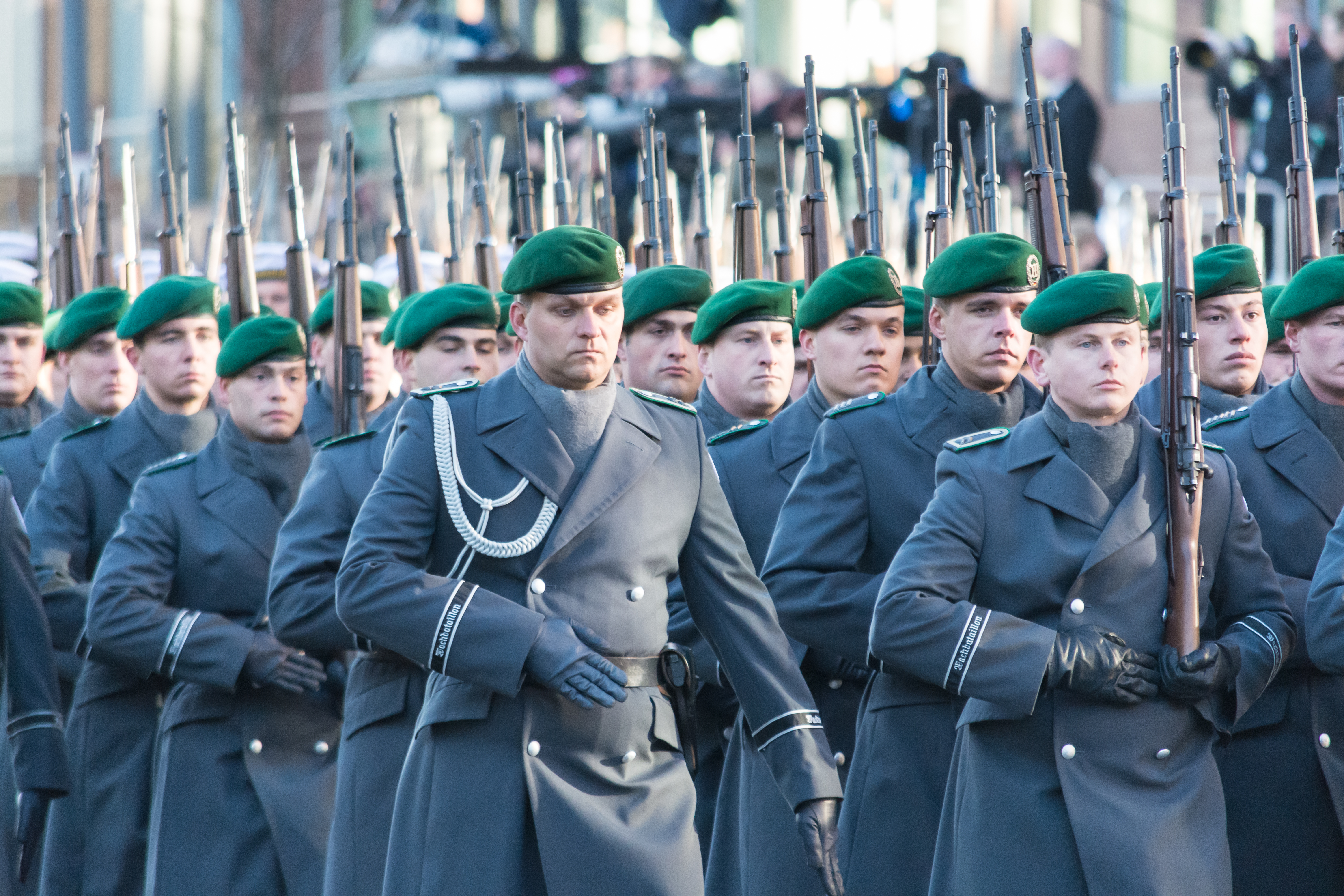
Fangschnur des Wachbataillons, 2015

Die Fangschnur ist bei der deutschen Bundeswehr eine zu repräsentativen Zwecken getragene silber- oder gold-farbene Achselschnur aus Metallgespinst. Soldaten des Gardebataillons des österreichischen Bundesheeres tragen ebenso für Repräsentationsaufgaben traditionsgemäß Uniformen mit Fangschnüren.

## Herkunft
Ursprünglich sollte die Fangschnur verhindern, dass der Träger seine Kopfbedeckung verliert.
Üblicherweise war sie für Mannschaften und Unteroffiziere aus Baumwolle, für Offiziere aus Metallgespinst gefertigt. In den meisten Fällen handelte es sich um eine etwa fünf Millimeter starke Kordel, die zur Schlaufe gelegt wurde und deren Enden kunstvoll verflochten waren. Zur Befestigung an einem besonderen Helmhaken und am Hals wurden drei Schieber über diese Schlaufe gezogen.
Die Fangschnur bildete früher ein Ausrüstungsstück der Kavallerie und diente zugleich als Zierstück. Seit 1897 gehörte sie nur noch zur Paradeuniform und nicht mehr zur Feldausrüstung.

## Bundeswehr
Bei der Bundeswehr wird eine zu repräsentativen Zwecken getragene goldene (Marine), mattgoldene (Generale bei Heer und Luftwaffe) oder silberne (übrige) Schnur aus Metallgespinst als Fangschnur bezeichnet.
Sie wird getragen von:
- Offizieren im Attachédienst (nur akkreditierte)
- Offizieren im Protokollarischen Dienst (z. B. Wachbataillon beim Bundesministerium der Verteidigung)
- Verbindungsoffizieren der Marine bei ausländischen Schiffsbesuchen
- Fahnenbegleitern
- Totenwachen, Sargträgern (sofern sie Offiziere sind) und Ordenskissenträgern bei Trauerfeiern
- beim Großen Zapfenstreich: leitender Truppenoffizier, Chef Musikkorps und Tambourmajor (kann auch ein Unteroffizier mit Portepee sein)
- Bis zur Einführung des Gesellschaftsanzugs wurde die Fangschnur auch zu festlichen Anlässen getragen.

Sie besteht aus einem Breitgeflecht mit zwei zur Schlaufe gelegten Laufschnüren aus Metallgespinst. Die längere Laufschnur ist durch eine Knopflochbrücke mit dem Breitgeflecht und der kürzeren Laufschnur verbunden. Das Breitgeflecht mündet in einer schmalen Schlinge, die kürzere Laufschnur verfügt über einen Schieber. Zum Tragen der Fangschnur müssen unter der rechten Schulterklappe und unter dem rechten Revers zusätzliche Knöpfe angenäht werden, ersatzweise kann sie auch mit kleinen Sicherheitsnadeln festgesteckt werden. Dabei wird die Knopflochbrücke unter der Schulterklappe so angeknöpft, dass die längere Laufschnur hinten liegt. Diese wird unter dem rechten Arm nach vorne geführt und mit einer Doppelschlaufe (sogenannter Fangschnurknoten) um die kürzere Laufschnur gelegt. Die Schlinge des Breitgeflechts wird durch die kürzere Laufschnur gezogen, an der mit dem Schieber dafür ebenfalls eine kleine Schlinge gebildet wurde, und an einem Knopf unter dem rechten Revers eingehängt. Dabei ist darauf zu achten, dass das Breitgeflecht über den Laufschnüren liegt. Der Knopf unter der Schulterklappe und dem Revers sind zusätzlich anzubringen, es darf weder der Schulterklappenknopf noch der oberste Jackenknopf verwendet werden.

Die Fangschnur der Marine weicht nur insofern von diesem Muster ab, als sie anstelle der Knopflochbrücke einen Kreuzhaken hat, der an einer auf der rechten Schulternaht (3 Zentimeter von der Ärmeleinsatznaht) anzubringenden Öse eingehängt wird.
Bis 2014 wurde die Fangschnur in der Zentralen Dienstvorschrift 37/10 „Anzugordnung für die Soldaten der Bundeswehr“ geregelt, seitdem gilt die Zentralvorschrift A1-2630/0-9804 „Anzugordnung für die Soldatinnen und Soldaten der Bundeswehr“.

### Abgrenzung von anderen Schnüren zur Uniform
Von der eigentlichen Fangschnur sind die Dienstschnüre und Auszeichnungsschnüre zu unterscheiden. Zu den Dienstschnüren gehörten z. B. die Adjutantenschnüre und die noch heute bei Heer und Luftwaffe der Bundeswehr getragenen Schulterschnüre der Offiziere vom Wachdienst (OvWa), der Wachhabenden, der Kompaniefeldwebeln usw. Zu den Auszeichnungsschnüren zählt auch die Schützenschnur.

## Österreichisches Bundesheer

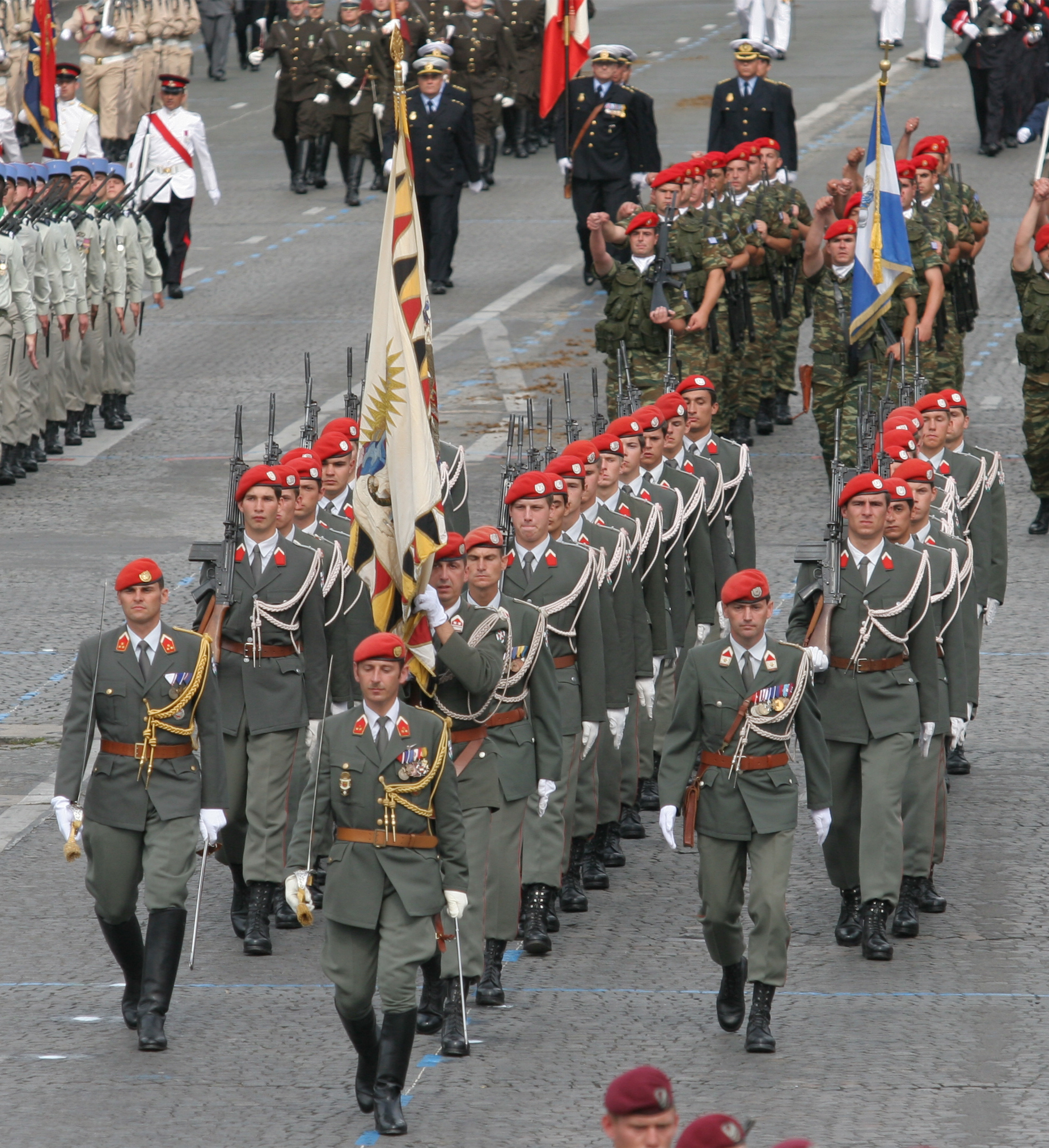
Gardesoldaten des österreichischen Bundesheeres mit Fangschnüren auf den Uniformen

Die Uniform von Soldaten des Gardebataillons unterscheidet sich durch das scharlachrote Barett, den roten Kragenspiegel mit weißem Vorstoß und das Tragen einer Fangschnur von den Uniformen der übrigen Einheiten des österreichischen Bundesheeres.